# Cordylancistrus
Cordylancistrus is een geslacht van straalvinnige vissen uit de familie van de harnasmeervallen (Loricariidae).

## Soorten
- Cordylancistrus daguae (Eigenmann, 1912)
- Cordylancistrus nephelion Provenzano & Milani, 2006
- Cordylancistrus perijae Pérez & Provenzano, 1996
- Cordylancistrus pijao Provenzano & Villa-Navarro, 2017[1]
- Cordylancistrus platycephalus (Boulenger, 1898)
- Cordylancistrus platyrhynchus (Fowler, 1943)
- Cordylancistrus santarosensis Tan & Armbruster, 2012
- Cordylancistrus torbesensis (Schultz, 1944)